# Александър Пейн
Александър Пейн (на английски: Alexander Payne) е американски режисьор, сценарист и продуцент.

## Биография
Александър Пейн е роден на 10 февруари 1961 година в Омаха, Небраска. Син е на Пеги и Джордж Пейн, собственици на ресторант. Той е най-малкият от трима сина и е израснал в квартал Дънди. Той е от гръцки произход. Дядото на Пейн по бащина линия Никълъс „Ник“ Пейн, англицизира фамилното име от „Пападопулос“. Семейството му идва от три области в Гърция: остров Сирос, Ливадия и Егио.  Семейството на Пейн е част от структурата на Омаха, която той нарича част от възпитанието ми. Дядо му е основател на „The Virginia Cafe“, а бащата на Пейн поема ресторанта. Пейн ходи там редовно като дете. Ресторантът е унищожен при пожар през 1969 г., библиотеката „У. Дейл Кларк“ по-късно е построена на мястото. Бабата на Пейн по бащина линия Клара Пейн (по баща Хофман), е от немско семейство от Небраска от Линкълн, Небраска.
В Омаха Пейн посещава училище „Браунел-Талбот“, начално училище „Дънди“ и прогимназия „Луис и Кларк“. Завършва гимназията „Creighton Prep“ през 1979 г. В „Creighton Prep“ Пейн пише хумористична колона за гимназиалния вестник и е редактор на годишника на гимназията. След това посещава Станфордския университет, където специализира испански език и история. Като част от испанската си степен той учи в испанския Саламанкски университет. По-късно живее няколко месеца в Меделин, Колумбия, където публикува статия за социалните промени между 1900 и 1930 г. Пейн получава магистърска степен по външни работи през 1990 г. от филмовото училище на UCLA.
През 1960-те години бащата на Пейн получава Super 8mm прожектор от Kraft Foods като награда за лоялност. Той го предава на сина си, когато Александър е на около 14 години.

### Кариера
Александър Пейн започва да режисира с няколко късометражни филма. Прави своя дебют в игрален филм с черната комедия „Гражданката Рут“ (1996). Кариерата му напредва с политическата сатира „Съперници“ (1999), за която получава номинация за „Оскар“ за най-добър адаптиран сценарий, и комедийната драма „Относно Шмид“ (2002). Пейн два пъти печели „Оскар“ за най-добър адаптиран сценарий за съавторство на режисираните от него „Отбивки“ (2004) и „Потомците“ (2011). Той е номиниран и за „Оскар“ за най-добър режисьор за тези два филма и за роуд филма „Небраска“ (2013). След спад в кариерата му той режисира филма за навлизането в зрялата възраст „The Holdovers“ (2023).
Той е известен със своите сатирични изображения на съвременното американско общество. Пейн получава множество отличия, включително две награди „Оскар“, награда БАФТА и три награди „Златен глобус“, както и номинация за награда „Грами“.

### Персонален живот
Александър Пейн се жени за канадската актриса Сандра О на 1 януари 2003 г., след като се среща с нея в продължение на три години и си сътрудничи с нея в „Отбивки“. На 12 март 2005 г. публично обявява раздялата им. Разводът е официално финализиран на 22 декември 2006 г., като отнема повече от две години, за да уредят финансите си. През 2015 г. Пейн се жени за Мария Контос, с която се запознава, докато посещава района Агио в Гърция, откъдето произхождат някои от неговите предци. Ражда им се дъщеря през 2017 г. През 2022 г. Александър Пейн получава гръцко гражданство.
В интервю от 2018 г. с Ронан Фароу актрисата Роуз Макгоуън обвини „виден“ човек в Холивуд в законно изнасилване, но тя не назовава името на въпросното лице. През август 2020 г. Макгоуън казва, че това е Пейн и че той е извършил акта някъде през 1988 или 1989 г., когато Макгоуън е на 15 години, а Пейн е на около 28 години.
Пейн отговаря на обвиненията на Макгоуън, като публикува в „Deadline Hollywood“ признание, че е имал връзка по взаимно съгласие с нея, но отрича каквото и да било некоректно твърдение, че са се запознали през 1991 г., когато тя е била над възрастта за съгласие, която е 18 в Калифорния. Пейн завършва изявлението си, като пише: „Въпреки че не мога да позволя неверни твърдения за събития отпреди 29 години да останат некоригирани, ще продължа да желая само най-доброто за Роуз“.

## Избрана филмография
| Година | Филм              | Оригинално заглавие |
| ------ | ----------------- | ------------------- |
| 1999   | Съперници         | Election            |
| 2002   | Относно Шмид      | About Schmidt       |
| 2004   | Отбивки           | Sideways            |
| 2011   | Потомците         | The Descendants     |
| 2013   | Небраска          | Nebraska            |
| 2017   | Малък голям живот | Downsizing          |
| 2023   | Заседнали         | The Holdovers       |